# 阿呆物語
『阿呆物語』（あほうものがたり、古独: Der abenteuerliche Simplicissimus）は、17世紀ドイツの小説。作者はハンス・ヤーコプ・クリストッフェル・フォン・グリンメルスハウゼン（1622年? - 1676年）。原題は「冒険者ジンプリチシムス」の意。
17世紀ドイツを代表する民衆小説であり、当時のベストセラーであるばかりでなく、ドイツ・バロック小説のなかでは、ほぼ唯一現在も読み継がれている作品である。

## 概要

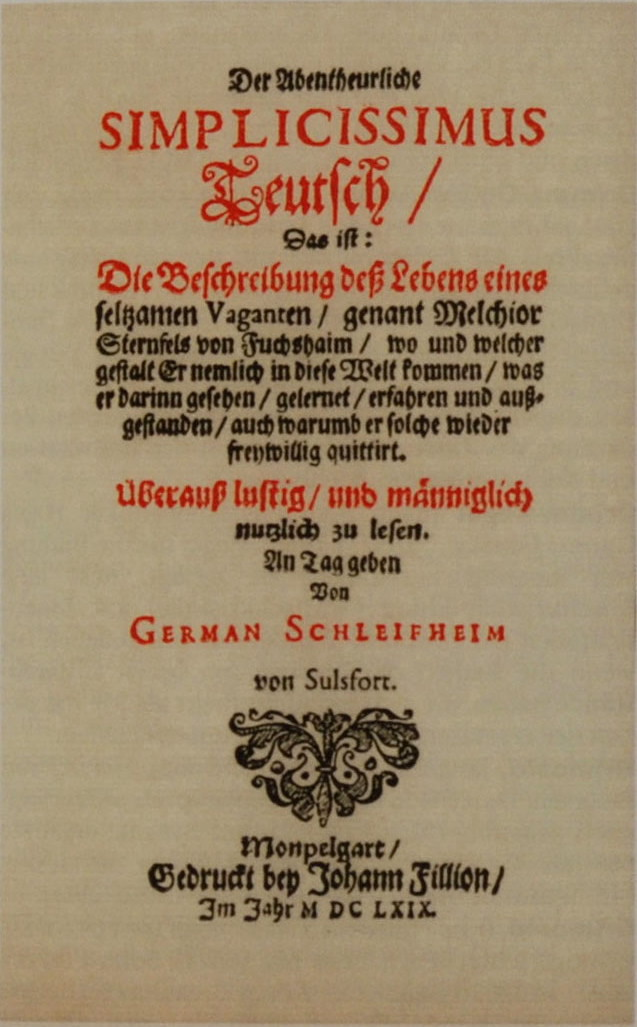
1669年版の標題ページ

初版は1668年に 5巻本が出版されたが現存していない。初版が好評を得たため翌年に再刊された。この出版も5巻本で、著者名はゲルマン・シュライフハイム・フォン・ズルスフォルト（German Schleifheim von Sulsfort）という変名が用いられた。同1669年に初版を底本に、続巻（Continuatio、第6巻としても扱われる）を追加し再刊されたが、著者名はこれも変名のザームエル・グライフェンゾーン・フォン・ヒルシュフェルト（Samuel Greifnson vom Hirschfeld）を用いた。そのため長い間真の作者がわからず、グリンメルスハウゼンの名は1837年にヘルマン・クルツによって明らかにされた。変名は、不完全ではあるが本名を並び替えたアナグラムを使っており、その本名は版本続編の巻末のあとがき（Beschluss）において頭文字 "H.I.C.V.G." で提示されていた。

## あらすじ
物語は三十年戦争を背景にしている。山村に育った主人公は、10歳のとき、戦争の余波で村が襲われたために逃げ出して孤児となり、森の奥で老いた隠者に拾われる。隠者は彼にジンプリチウス・ジンプリチシムス：Simplicius Simplicissimusと名付けて読み書きを教え、2年後に世を去る。天涯孤独となった主人公は戦乱の世を小姓や道化、兵隊などさまざまな職を経験しながら渡り歩き、悪事と女性遍歴を重ねながら世界中を放浪してまわる。やがて長い放浪の果てに故郷に帰ると平和が戻っており、ジンプリチウスは自分の半生を振り返って隠者になることを決め、最後に南海の孤島に渡ってそこで余生を送る。

## 扉絵の怪物
謎の有翼の怪物をあしらった扉絵（銅版画、最上部右の図を参照。）にされている寓意画（エムブレム）については、多くの研究・解釈が試みられている。人間・ヤギ・鳥・魚の特徴を合わせたキマイラ（合成獣）が描かれるなどと形容されるが、頭部は（人間とヤギというより）ヤギ角の「サテュロスの頭」であろうとされ（Satyrkopf）、これは風刺文学（サタイア）であることのもじりだとみなされる。ただギリシア神話のキマイラとは程遠いので、「キマイラ」という呼び方はあてはめるのを否定する意見もある。
そして怪物の正しい名称は「不死鳥＝銅」（Phönix-Kupfer）であるとされ、当「書物の目的を具現化したもの」と解されている。扉絵にはこの不死鳥＝銅についての詩（讃）が添えられている。「怪物の姿は[讃の]文言の内容を示唆しているように思われる」、と義則(1988)論文も解説する。ただ、この「不死鳥」という呼び方についても難を示し、緻密に工作された史学的なシンボルと見るべき、とフーベルト・ゲルシュは主張する。この絵にはバロック文学特有の「内密の詩学」（geheime Poetik）が秘められている、と本邦論文でも紹介される。この怪物の絵に鳥や魚の部分がつけれられたのは、「愚かな本」を「鳥の羽根、魚の尾、胸のふくらみ、左右ちぐはぐな足」をもたせた合成獣に譬えたホラティウス『詩論』記述に由来することをゲルシュ、あるいはジョン・パースが見出した。この絵解きに、グリンメルスハウゼンの碩学が鍵となることを導いたのは、ゲルシュの学派、すなわちギュンター・ヴァイト（Weydt）率いるミュンスター学派の功績が大きい。
またこの怪物図は、真の著者グリンメルスハウゼンか（ベルクハウス＆ヴァイトの説）、あるいは本の主人公の（およびその体験の）表象である、という見方もされていた。怪物が持つ本や剣は、現実社会にて備品をそのまま表わし、翼（空気と関係）や鰭・尾鰭（水と関係）はなんらかの寓意であり、あるいは翼も鰭も足もあるが、時代の風潮においてうまく飛べも泳げも歩けもしない、どこにもすんなりは馴染めない存在を意味する。彼は、幾つかの役を演じた人間（地面に仮面が散らばる）であるが、ここではサテュロスすなわち「風刺俳優」の役を演じつつ、本を指さして世界のことわりを読者に説明しているのだという。そして、このように雑多な部分から成り立っているものの、「自己に関する説話には一体性」が保たれていることを顕示しているのだと論じられる。
扉絵の怪物が続巻（第六巻）のバルトアンデルスであると、作家のボルヘス（『幻獣辞典』）等であるが。ドイツ文学の分野ではゲルシュがこれを否定する。

## 評論
手塚富雄は、この作品に関しドイツ小説史において特別の意義を持ち、『パルチファル』から本書を経て、ウィーランドの『アガトーン』、ゲーテの『ウィルヘルム・マイステル』、ケラーの『緑のハインリッヒ』へとつづく伝統的な教養小説の範疇に属するものである、と述べている。また手塚をはじめ、スペイン、フランス等のピカレスク（悪党）小説の形式的影響を受けながらドイツ長編小説の特色をつらぬいている、と評価されている。一方、作品自体は個人の成長よりも、ジンプリチウスに人間存在一般を代表させてその生を多角的に描き出すことを主眼としているという解釈もある。

## 日本語訳書籍
- グリンメルスハオゼン『阿呆物語』上・中・下巻、關口存男 訳、東西出版社、1948年 - 1949年
  - 同POD版 『関口存男著作集 翻訳・創作篇』、三修社、2 - 4、2013年
    - 2（上巻） ISBN 978-4-384-70120-3 C1398
    - 3（中巻） ISBN 978-4-384-70121-0 C1398
    - 4（下巻） ISBN 978-4-384-70122-7 C1398
- グリンメルスハウゼン 『阿呆物語－シンプリチシムスの数奇な生涯－』 上村清延 訳、河出書房 世界文學全集 古典篇 中世物語篇 1951年（1/7程度の抄訳）
- グリンメルスハウゼン『阿呆物語』上・中・下巻、望月市恵 訳、岩波書店、岩波文庫、1953-1954年
  - 『阿呆物語』（上）岩波書店〈岩波文庫 赤 403-1〉、1953年10月。ISBN 978-4-0032-4031-1。
  - 『阿呆物語』（中）岩波書店〈岩波文庫 赤 403-2〉、1954年1月。ISBN 978-4-0032-4032-8。
  - 『阿呆物語』（下）岩波書店〈岩波文庫 赤 403-3〉、1954年5月。ISBN 978-4-0032-4033-5。

## ドイツ語編本
- 原本（1669年の奥付本）[注 8]
- Breuer, Dieter, ed (1989). Simplicissimus Teutsch. 1. Deutscher Klassiker Verlag. ISBN 978-3-6186-6460-4. ISBN 3618664605.
- Kelletat, Alfred, ed (1956). Der abenteuerliche Simplicissimus. Munich: Winkler

## 英訳
- The Adventurous Simplicissimus. Alfred Thomas Scrope (A.T.S.G.) translate. London: William Heinemann. (1912).  オリジナルの2008-03-05時点におけるアーカイブ。

## 関連作品
- ヨハン・シュトラウス2世 オペレッタ『ジンプリチウス（英語版）』全3幕、1887年初演。その後忘れられて楽譜も破棄されたと思われていたが、発見された楽譜の一部から復元しフランツ・ウェルザー＝メスト指揮、パウントニー演出でシュトラウスの没後100年に合わせチューリッヒ歌劇場で1999年に上演され、翌年EMIからCDが発売されている。さらに2000年DVDも発売された。
- カール・アマデウス・ハルトマン 室内オペラ『青年ジンプリチウス・ジンプリチシムス（英語版）』（1934年 - 1935年）